# Sharda Sinha

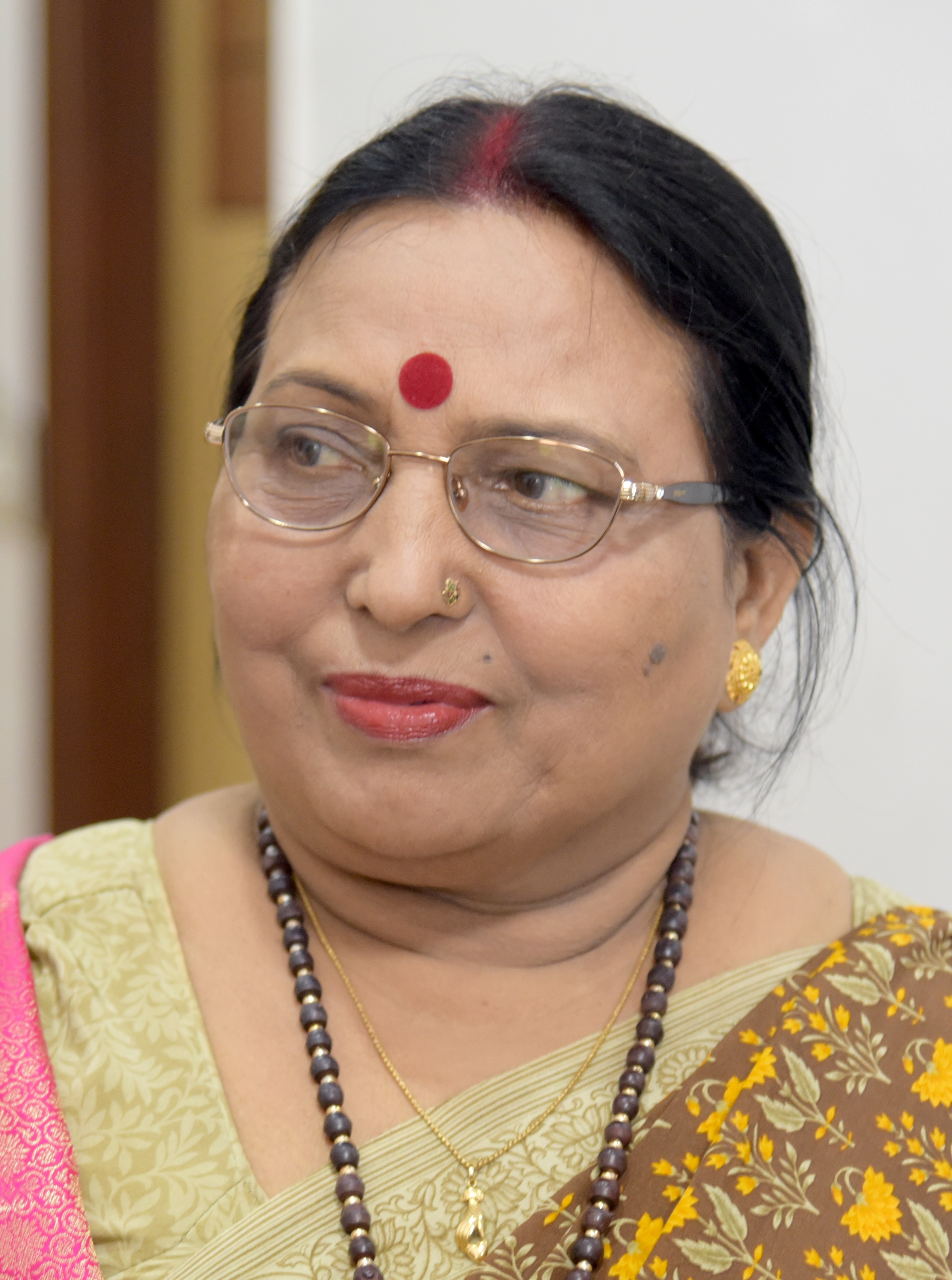
Sharda Sinha (2018)

Sharda Sinha (Hindi शारदा सिन्हा; * 1. Oktober 1952 in Supaul; † 5. November 2024 in Neu-Delhi) war eine indische Volksmusiksängerin aus Bihar, die vor allem für ihre Beiträge zur Bhojpuri-, Maithili- und Magahi-Musik bekannt war. Sie wurde liebevoll als Bihar Kokila (Nachtigall von Bihar) bezeichnet und war besonders für ihre Chhath-Lieder berühmt. Im Jahr 2018 wurde sie mit dem Padma Bhushan ausgezeichnet, einer der höchsten zivilen Ehrungen in Indien.

## Leben
Sinha wurde in einem Dorf in Bihar geboren. Seit den 1970er-Jahren war sie eine feste Größe in der indischen Musikszene und trug maßgeblich dazu bei, die traditionelle Volksmusik Bihars einem breiteren Publikum zugänglich zu machen. Sie galt als kulturelle Botschafterin der Region und brachte die Traditionen der Musik in den Sprachen Bhojpuri, Maithili und Magahi in die Öffentlichkeit.
Seit 2018 kämpfte sie gegen ein multiples Myelom, eine Form von Blutkrebs. Am 27. Oktober 2024 wurde sie ins AIIMS-Krankenhaus in Neu-Delhi eingeliefert. Ihr Gesundheitszustand verschlechterte sich am 5. November 2024, an diesem Tag verstarb sie im Alter von 72 Jahren.
Sie war über 54 Jahre lang mit Brajkishore Sinha verheiratet. Ihr Ehemann verstarb am 22. September 2024, nur wenige Wochen vor ihr.

## Wirken
Sinha war für ihre gefühlvollen Interpretationen von Volksliedern bekannt, mit denen sie viele Menschen erreicht hat. Zu ihren bekanntesten Liedern gehören Kelwa Ke Paat Par Ugalan Suraj Mal Jhake Jhuke, Hey Chhathi Maiya, Ho Dinanath, Bahangi Lachakat Jaaye, Roje Roje Ugelaa, Suna Chhathi Maai, Jode Jode Supawa und Patna Ke Ghat Par.
Sie hat auch zu Bollywood-Filmen beigetragen, darunter Kahe Toh Se Sajna aus Maine Pyar Kiya, Babul Jo Tumne Sikhaya aus Hum Aapke Hain Kaun und Taar Bijli Se Patle aus Gangs of Wasseypur 2.
Ihre Musik trug zur Bewahrung und Förderung der Traditionen der Volksmusik Bihars bei. Sie galt als eine Ikone der Volksmusik.

## Auszeichnungen
Sinha wurde 2018 in Anerkennung ihrer bedeutenden Beiträge zur Volksmusik mit dem Padma Bhushan ausgezeichnet, einer der höchsten zivilen Auszeichnungen Indiens.